# Tenontosaurus
Tenontosaurus is een geslacht van uitgestorven plantenetende ornithischische dinosauriërs, behorend tot de groep van de Euornithopoda, dat tijdens het Vroeg-Krijt leefde in het gebied van het huidige Noord-Amerika.

## Vondst en naamgeving
Barnum Brown vond in 1903, in dienst van het American Museum of Natural History, in Big Horn County, Montana wat wervels van een euornithopode, specimen AMNH 5854.
In 1927, 1931 en 1933 keerde hij naar het gebied terug, waarbij talrijke fossielen van Tenontosaurus werden opgegraven, in de Middle Dome-vindplaats in Wheatland County, Montana. Ze waren deel van een hele fauna die Brown van plan was te beschrijven maar waaraan hij, zoals zoveel van zijn projecten, nooit is toegekomen. Wel werd door Charles Lang in 1938 een skelet in het AMNH opgesteld, AMNH 3034, maar dat was zeer onnauwkeurig: men had de verbeende pezen van de staartbasis verwijderd zodat de staart niet recht achteruit stak maar golvend op de grond rustte. Daarbij werd de ontbrekende schedel aangevuld met een gefantaseerd model dat weinig overeenkomsten had met de werkelijkheid.

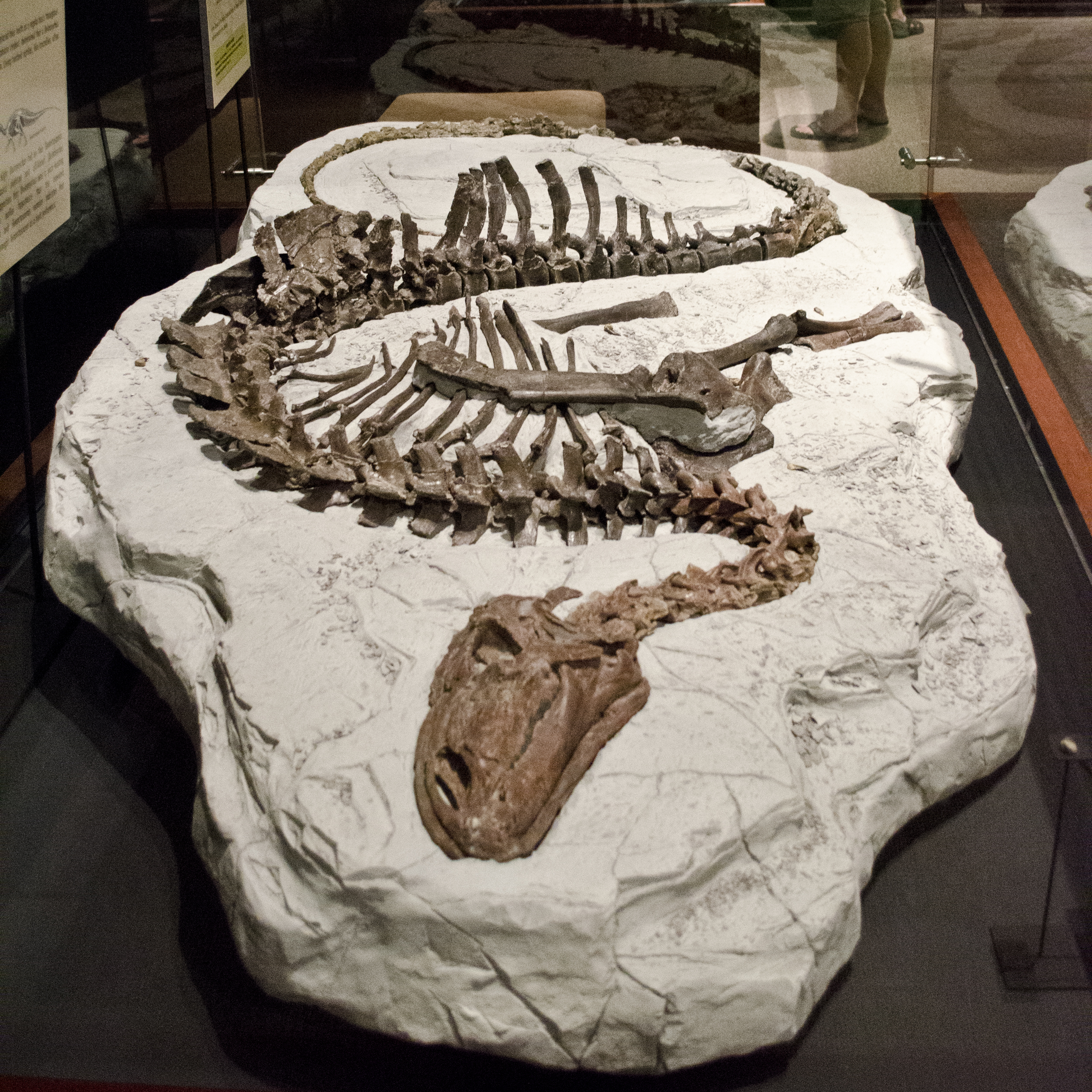
Een van de vele gevonden skeletten

De typesoort Tenontosaurus tilletti werd in 1970 benoemd en beschreven door John Ostrom, die al het materiaal van de vindplaats in de jaren zestig weer was gaan onderzoeken. De geslachtsnaam is afgeleid van het Klassiek Griekse τένων, tenoon, 'pees', een verwijzing naar de verbeende pezen die bij het bekken en de staartbasis de ruggengraat stijver maken. Brown was al van plan geweest het dier "Tenantosaurus kaiseni" te noemen naar zijn medewerker Peter Kaisen. De andere spelling berustte vermoedelijk op een schrijffout. De soortaanduiding eert het gezin van Lloyd Tillett dat de expedities van Ostrom altijd grote gastvrijheid had geboden. Omdat dit uit meerdere personen bestond, emendeerde George Olshevsky in 1991 de soortnaam naar Tenontosaurus tillettorum.
Het holotype AMNH 3040 is gevonden in de Himesafzetting van de Cloverlyformatie die dateert uit het Albien, ongeveer 110 miljoen jaar oud. Het bestaat uit een gedeeltelijk skelet zonder schedel. De paratypen zijn YPM 5456, een schedel en YPM-PU 16338, een tweede gedeeltelijk skelet.
Ostrom wees in 1970 talrijke specimina toe. De althans minimaal omschreven stukken omvatten AMNH 5854: wervels en een mogelijk ravenbeksbeen; AMNH 3010: een gedeeltelijk skelet; AMNH 3013: een romp met ledematen; AMNH 3020: voetbeenderen; AMNH 3012: de linkerhelft van de romp en ledematen van een jong dier; AMNH 3014: een gedeeltelijk skelet samen gevonden met een exemplaar en eierschalen van Deinonychus (AMNH 3015); AMNH 3011: een gedeeltelijk skelet; AMNH 3017: een gedeeltelijk skelet; AMNH 3031: een gedeeltelijk skelet; AMNH 3034: een onderkaak, de wervelkolom van de voorste rug tot en met de staartbasis en een achterpoot; AMNH 3043: een gedeeltelijk skelet; AMNH 3044: botfragmenten van alle delen van het skelet; AMNH 3045: een fragmentair skelet; AMNH 3050: stukken onderkaak en drie klauwen; AMNH 3062: een reeks van drieëndertig staartwervels; AMNH 3061: een gedeeltelijk skelet; AMNH 3063: een gedeeltelijk skelet; OMNH 10132: een gedeeltelijk skelet; YPM 16514: een gedeeltelijk skelet; BB #1: een gedeeltelijk skelet; YPM 5459: een gedeeltelijk skelet; YPM 5460: een gedeeltelijk skelet; YPM 5458: een gedeeltelijk skelet; YPM 5471: een schedel; YPM 5472: een schedel; YPM 5461: een gedeeltelijk skelet; YPM 5478: een gedeeltelijk skelet; YPM 5466: een gedeeltelijk skelet; YPM 5457: een gedeeltelijk skelet en YPM 5462: een gedeeltelijk skelet.
Samen met latere vondsten werd een tachtigtal specimina aan de soort toegewezen uit alleen al de Cloverlyformatie, van zowel volwassen als jonge dieren. Een belangrijk exemplaar is OU 10144, een skelet zonder schedel van een pasgeboren dier, in 1990 door Catherine Forster gemeld in het kader van een volledige beschrijving van het postcraniaal skelet van Tenontosaurus. Daarnaast zijn grotere vondsten gemeld uit de Paluxyformatie van Texas en verder resten uit Idaho, Utah, Maryland, Arizona en Oklahoma, alles uit het Onder-Krijt. Het hele skelet is bekend maar het meeste materiaal is nog niet beschreven.
In 1997 benoemde Dale Winkler een tweede soort: Tenontosaurus dossi. De soortaanduiding eert rancher James Doss op wiens ranch in Parker County, Texas het holotype is gevonden, FWMSH 93B1, in een laag van de Twin Mountains Formation die dateert uit het Aptien. Doss schonk het skelet aan het Fort Worth Museum of Science and History. Het bestaat uit een gedeeltelijk skelet. Een tweede skelet, FWMSH 93B2, is aan de soort toegewezen. De validiteit van de soort en zijn identiteit met Tenontosaurus zijn omstreden.
In 2013 beschreef Jonathan Tennant het postcraniaal skelet aan de hand van specimen LL.12275. In 2015 werd de schedel in groot detail beschreven aan de hand van een nieuw specimen, OMNH 58340, gevonden in 2000. In 2019 werden van dit specimen afwijkingen door infecties beschreven. In 2021 werd de hand van dit specimen in detail beschreven.

## Beschrijving

### Grootte en onderscheidende kenmerken

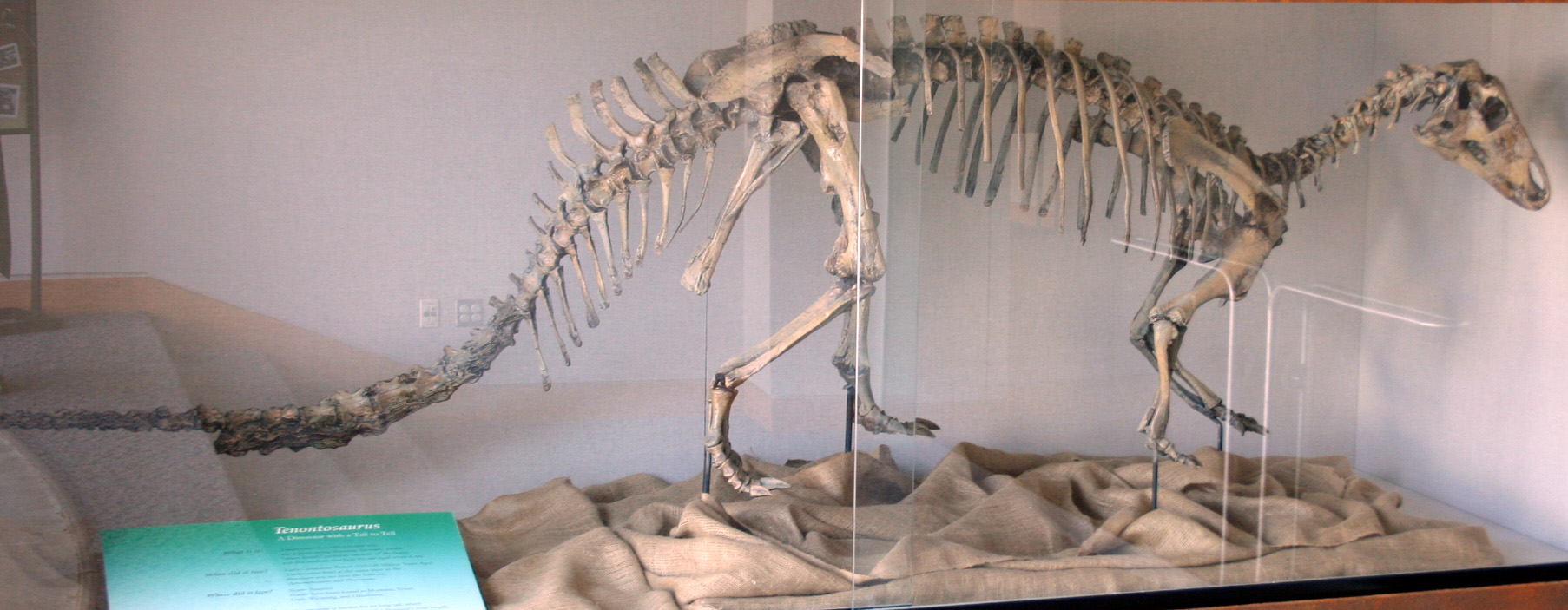
Skelet in het North Carolina Museum of Natural Sciences

De lengte van Tenontosaurus wordt meestal aangegeven als ongeveer zeven à acht meter en het gewicht soms zo hoog als twee ton. Gregory S. Paul gaf in 2010 voor Tenontosaurus tillettorum een lagere lengte van zes meter bij een gewicht van zeshonderd kilogram. T. dossi zou wat groter geweest zijn met zeven meter en één ton. De lengte is bij Tenontosaurus geen goede aanwijzing voor het gewicht omdat de staart zo lang is.
De staart van Tenontosaurus kon tot vier meter lang worden en was tweemaal zo lang als de romp. De forse maar smalle en gespierde romp rustte op lange achterpoten en brede, vijfvingerige voorpoten. Hij liep meestal op vier poten.
In 2015 werden enkele onderscheidende kenmerken van Tenontosaurus tillettorum vastgesteld. De praemaxilla, het voorste snuitbot, draagt geen tanden. De beennaad tussen de voorhoofdsbeenderen en de wandbeenderen is ongeveer even lang als twee derden van de gecombineerde breedte overdwars van de voorhoofdsbeenderen. De neusbeenderen zijn anderhalfmaal zo lang als de voorhoofdsbeenderen. Het schouderblad is naar achteren gekromd en heeft een verbreed bovenste uiteinde. De tweede vinger draagt een klauw maar de derde heeft daar slechts een stompje. De onderste schacht van het dijbeen is recht.
Daarnaast werd in 2015 eigenschappen bepaald die het geslacht Tenontosaurus als geheel zouden kenmerken, dus inclusief Tenontosaurus dossi. Het neusbeen wordt overlapt door de opgaande tak van de praemaxilla. De tak van het jukbeen naar het postorbitale vormt van het jukbeen het achterste punt. In bovenaanzicht heeft het wandbeen een driehoekig profiel. De bijtrand van het gezamenlijk predentarium van de onderkaken heeft schijntandjes. De voorrand van het schouderblad heeft een zijwaarts gebogen bult. Van het schaambeen is de voorste processus praepubicus overdwars afgeplat en rechthoekig in zijaanzicht. Het zitbeen heeft op de middelste hoogte op de voorrand een processus obturatorius.
In 1997 werden zeven onderscheidende kenmerken van T. dossi gegeven. De praemaxilla draagt tanden. De schacht van het schaambeen is langer. Het vijfde middenvoetsbeen is langer. De onderkant van het achterblad van het darmbeen heeft in het geheel geen groeve voor de Musculus caudofemoralis brevis. Het aantal maxillaire tanden is lager. De praemaxilla draait minder naar buiten. Het predentarium van de onderkaak draagt minder schijntandjes. De meeste van deze kenmerken zijn basaal.

### Skelet

#### Schedel

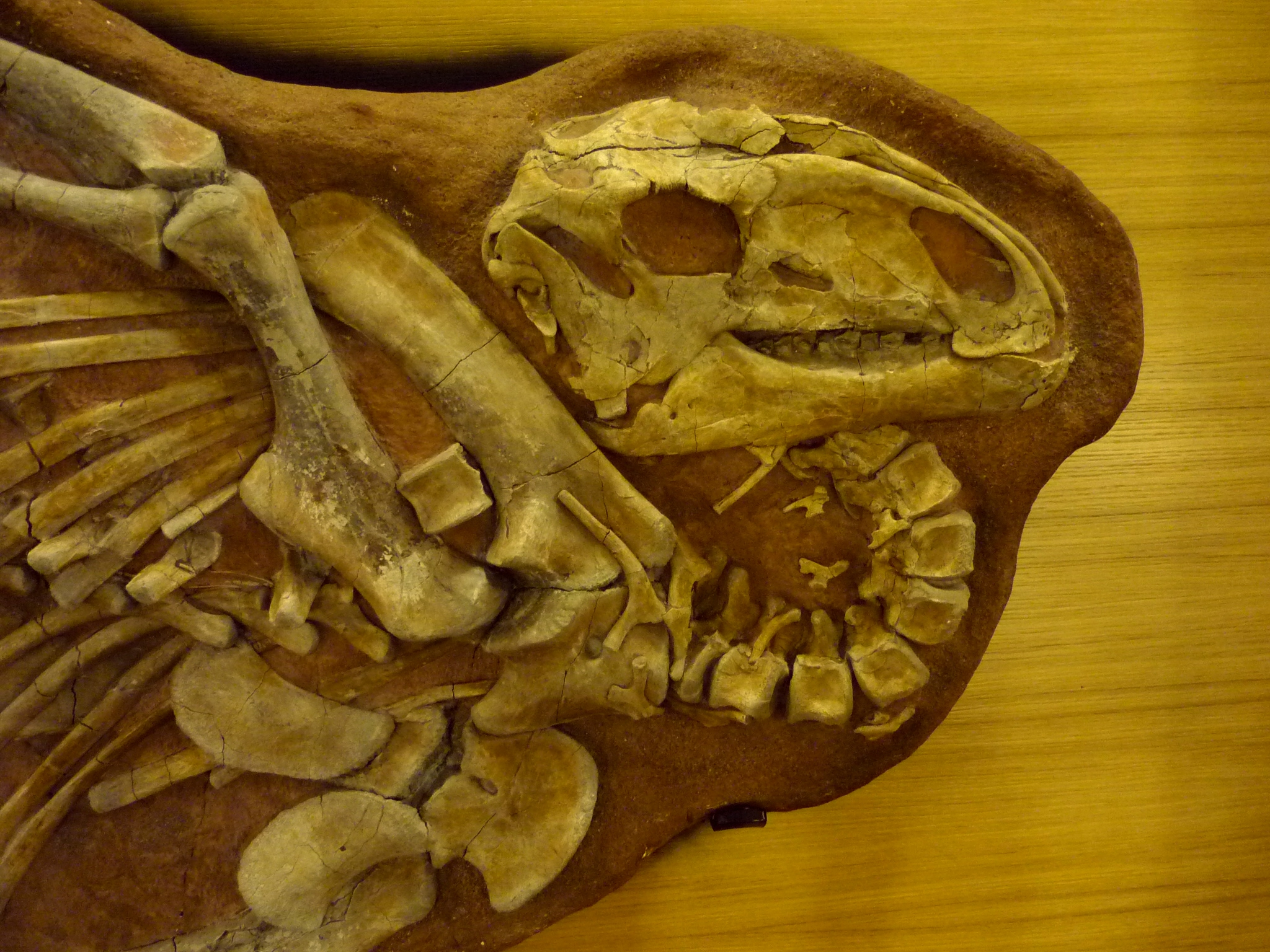
De schedel heeft een groot neusgat

De schedel van Tenontosaurus is laag en lang. Ook in bovenaanzicht is de schedel zeer langwerpig waarbij de snuitpunt echter een opvallende ronde verbreding toont en de onderste zijkanten van het achterste deel zeer breed zijn. De snuit is ook in zijaanzicht sterk afgerond met een bol profiel dat doorloopt tot aan de oogkassen. In de ronding van de snuit bevindt zich een enorm ovaal naar achteren hellend neusgat dat zich schuin naar achteren voorzet in een grote langwerpige depressie die de hele bovenste zijkant van de snuit uitholt. Onder het achterste uiteinde daarvan ligt in de zijkant van de snuit maar een kleine fenestra antorbitalis, een ovaal die eveneens naar achteren helt. De oogkas is relatief klein en hoog geplaatst. Er achter en iets lager ligt een klein afgerond onderste slaapvenster dat kleiner is dan de oogkas. Daaronder ligt bij veel exemplaren een tweede, kleinere, opening in de zijwand, op de grens van het jukbeen en het quadratojugale. Dit wordt wel gezien als een secundair onderste slaapvenster. De gepaarde bovenste slaapvensters op het schedeldak zijn niervormig en langgerekt.
De praemaxilla omvat van onderen uit bijna het hele neusgat. De zijwand van de praemaxilla is eveneens sterk verdiept door de uitholling rond het neusgat. De praemaxillae vormen samen een beneden de kaakrand afhangende beenkern van de bovensnavel. Ze zijn bij T. tillettorum tandeloos. Dat geldt voor de meeste Iguanodontia maar als T. dossi inderdaad een tanddragende directe voorouder van T. tillettorum voorstelt, moet deze eigenschap bij die laatste zich apart ontwikkeld hebben want het is niet aannemelijk dat de rest van de groep van Tenontosaurus afstamt. In bovenaanzicht is deze bek U-vormig. De zijwanden ervan zijn breder dan de kaakranden en springen achteraan een stuk in. Ze overlappen daarbij de voorste takken van de bovenkaaksbeenderen die weer de platte voorkanten van de ploegschaarbeenderen overgroeien, een wellicht unieke configuratie. De interne vleugels van de praemaxillae vormen een hard verhemelte in de bek dat echter nog ingekeept wordt door de ploegschaarbeenderen. De opgaande tak van de praemaxilla wordt niet door het neusbeen overlapt maar past in een groeve in de zijkant daarvan, een basaal kenmerk. Beide opgaande takken kepen de neusbeenderen tot over de helft van hun lengte in. De lange tak van de praemaxilla onder het neusgat raakt het traanbeen en sluit zo het bovenkaaksbeen uit van het neusbeen, een afgeleid kenmerk dat bij meer afgeleide soorten alleen ontbreekt bij Zalmoxes. De oogkas is ruwweg driehoekig waarbij de voorrand een verticale rechte lijn vormt en de achterrand afgerond is. Van de bovenrand van de oogkas maakt het voorhoofdsbeen maar een klein deel uit, een afgeleid kenmerk. De achterste tak van het bovenkaaksbeen articuleert met het jukbeen. Het quadratojugale is groot en het jukbeen raakt het quadratum niet, een basaal kenmerk. Evenzeer basaal is dat een foramen quadraticum ontbreekt alsmede een inkeping in de voorrand van het quadratum; het secundaire onderste slaapvenster kan daar een voorloper van zijn. Het quadratum is lang en overdwars afgeplat met een licht bolle achterrand. Het squamosum raakt intern het jukbeen. Op het achterhoofd zijn de processus paroccipitales haakvormig en aan hun uiteinden naar beneden gebogen. Het wandbeen raakt in de zijwand van de hersenpan het proöticum niet, een basaal kenmerk. Het basioccipitale raakt de laterosfenoïden.
De onderkaken dragen aan hun voorkanten een gezamenlijk predentarium, de beenkern van de ondersnavel. Bij Tenontosaurus is dit een ondiepe hoefijzervormige structuur die van onderen in de bovensnavel past en bezet is met schijntandjes, uitsteekseltjes van de beenrand die verlengd werd door een hoornlaag. De echte dentaire tanden van de onderkaak hebben een opvallende verticale hoofdrichel; de maxillaire tanden van de bovenkaak hebben helemaal geen hoofdrichel maar verschillende lagere richels die niet helemaal evenwijdig lopen. Het tanddragende dentarium heeft een evenwijdig lopende bovenrand en onderrand, een afgeleid kenmerk. Achter het dentarium bevindt zich het surangulare dat maar door één foramen doorboord wordt, niet door twee zoals bij meer basale euornithopoden. De onderkaak heeft achteraan een lang retroarticulair uitsteeksel waaraan de Musculus depressor mandibulae de onderkaken liet opensperren.

#### Postcrania

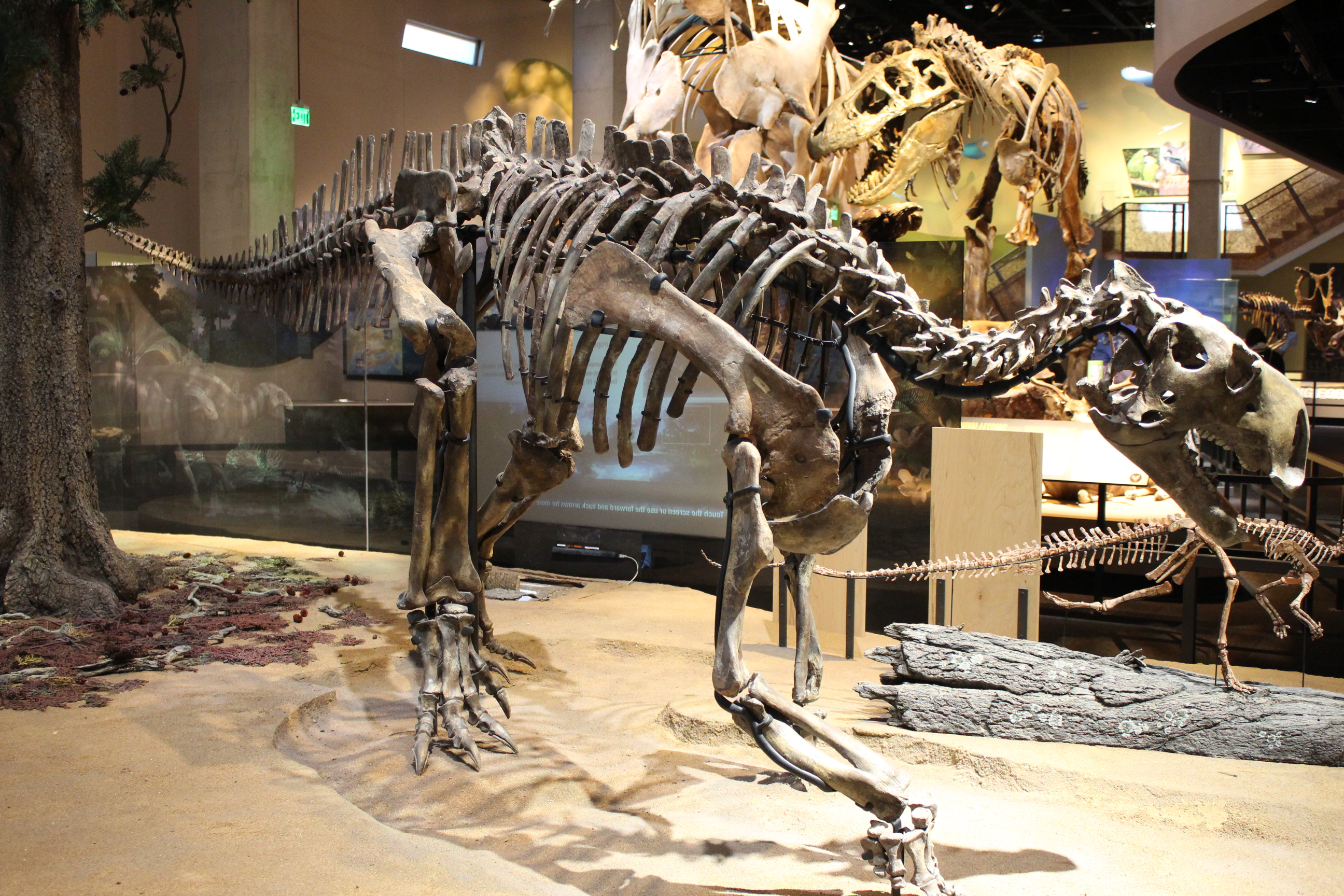
Een skelet in het Perot Museum

De wervelkolom bestaat uit twaalf halswervels, vijftien ruggenwervels, zes sacrale wervels en minstens eenenzestig staartwervels. Sommige onderzoekers tellen zestien ruggenwervels en vijf sacrale wervels waarbij een dorsosacrale wervel niet tot het heiligbeen wordt gerekend; deze wervel heeft geen verbrede sacrale rib die versmolten is met het 'juk'. De staart is erg lang en beslaat zeker zevenenvijftig procent van de lengte van het dier; in sommige gevallen wel twee derden. De wervelkolom wordt verstijfd door verbeende pezen die over de rug, het heiligbeen en de voorste en middelste staart lopen; bij de staart bevinden zich ook zulke pezen over de chevrons aan de onderkant.

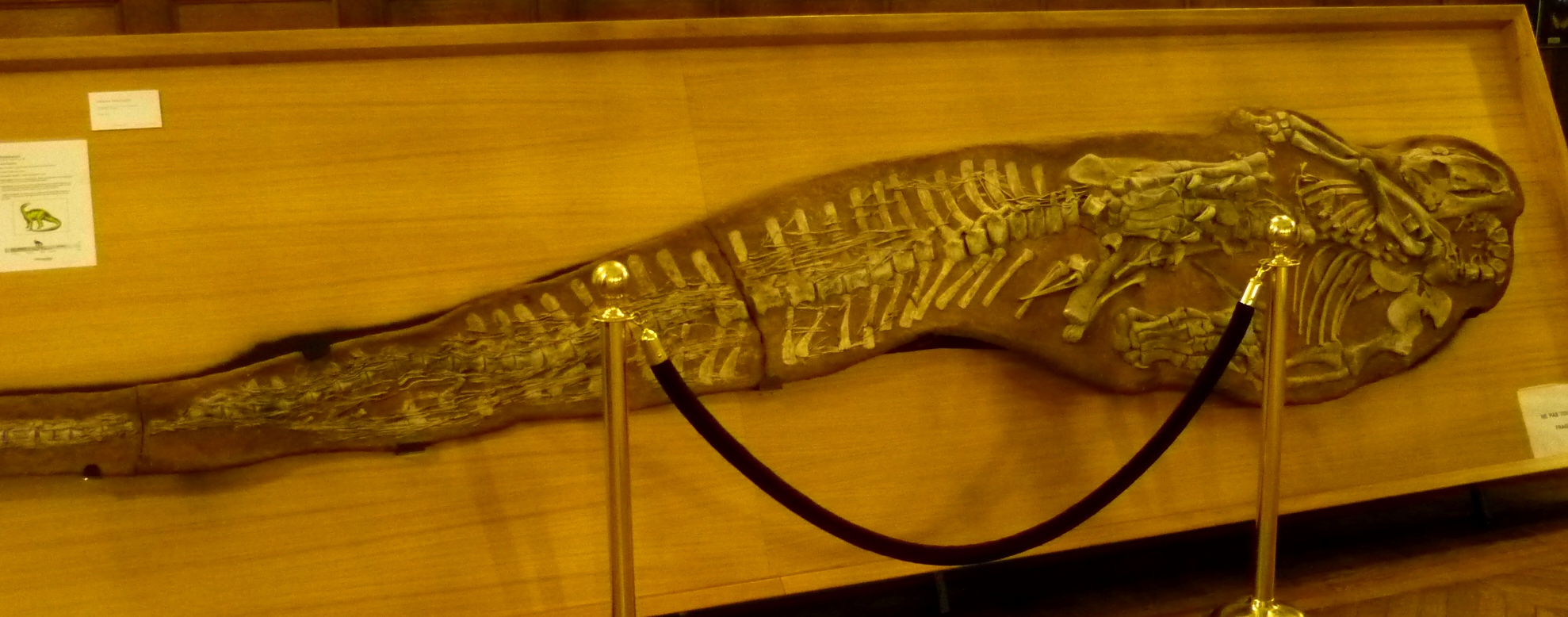
De hoge staart, verstijfd door verbeende pezen, is een opvallend deel van het skelet

De nek is matig lang met lang nekribben en lage doornuitsteeksels. Ten opzichte van de lage voorkant van de romp kromt de nek vrij sterk omhoog wat de kop op rughoogte brengt. De doornuitsteeksels van de voorste ruggenwervels zijn ook laag maar meer naar achteren in de reeks worden ze wat hoger, uiteindelijk tweemaal zo hoog als van voor naar achteren breed. Op het midden van de rug zijn ze vrij breed in zijaanzicht met een rechthoekig profiel. De doornuitsteeksels van de sacrale wervels zijn nog langer en hellen vrij sterk naar achteren. Bij drie sacrale wervels zijn de ribben naadloos versmolten tot een juk; bij de achterste twee blijven de ribben, hoewel verbreed, gescheiden. Deze kunnen gezien worden als caudosacrale wervels. De staartbasis hangt wat af en de doornuitsteeksels daar blijven zich verlengen. Om een aansluiting te houden met de voorliggende wervels krommen de doornuitsteeksels wat naar voren toe met hun bovenste uiteinden. Waar de staart weer naar boven buigt, houdt die kromming op. De doornuitsteeksels bereiken hier, rond de elfde wervel, hun grootste lengte op de wervelkolom. Dat leidt tot een kam op de achterste staartbasis. De bovenste uiteinden van de doornuitsteeksels zijn hier ook wat verbreed. Meer naar achteren toe verliezen de doornuitsteeksels snel aan hoogte en het achterste derde deel van de zeer lange staart is dun. De gepaarde uitsteeksels aan de onderzijde van de staart, de chevrons of hemaalbogen, zijn vooraan erg kort. Zeer snel winnen ze aan lengte en al tussen de vijfde en zesde wervel is de chevron langer dan de doornuitsteeksels van die wervels. De kam op de achterste staartbasis heeft dus zijn tegenhanger in een nog grotere verdieping van de onderste helft van de staart. De staart wordt hierdoor op dit punt bijna net zo hoog als de hele romp. De chevrons staan hier, de kromming van de staart in aanmerking genomen, vrijwel verticaal en verbreden zich geleidelijk naar hun onderste uiteinden toe. Meer naar achteren worden ze geleidelijk korter en onderaan breder om uiteindelijk bij het dunne uiteinde van de staart geheel te verdwijnen. De verbeende pezen lopen over doornuitsteeksels en chevrons helemaal tot aan dit uiteinde door wat de staart tot een zeer stijve constructie moet hebben gemaakt, iets wat vermoedelijk tot ondersteuning moest dienen voor enorme retractorspieren die de dijbeenderen naar achteren trokken bij het lopen. In vergelijking met deze verticale uitsteeksels zijn de zijuitsteeksels van de staartbasis tamelijk kort. Ze steken haaks uit en houden rond de tiende wervel helemaal op.

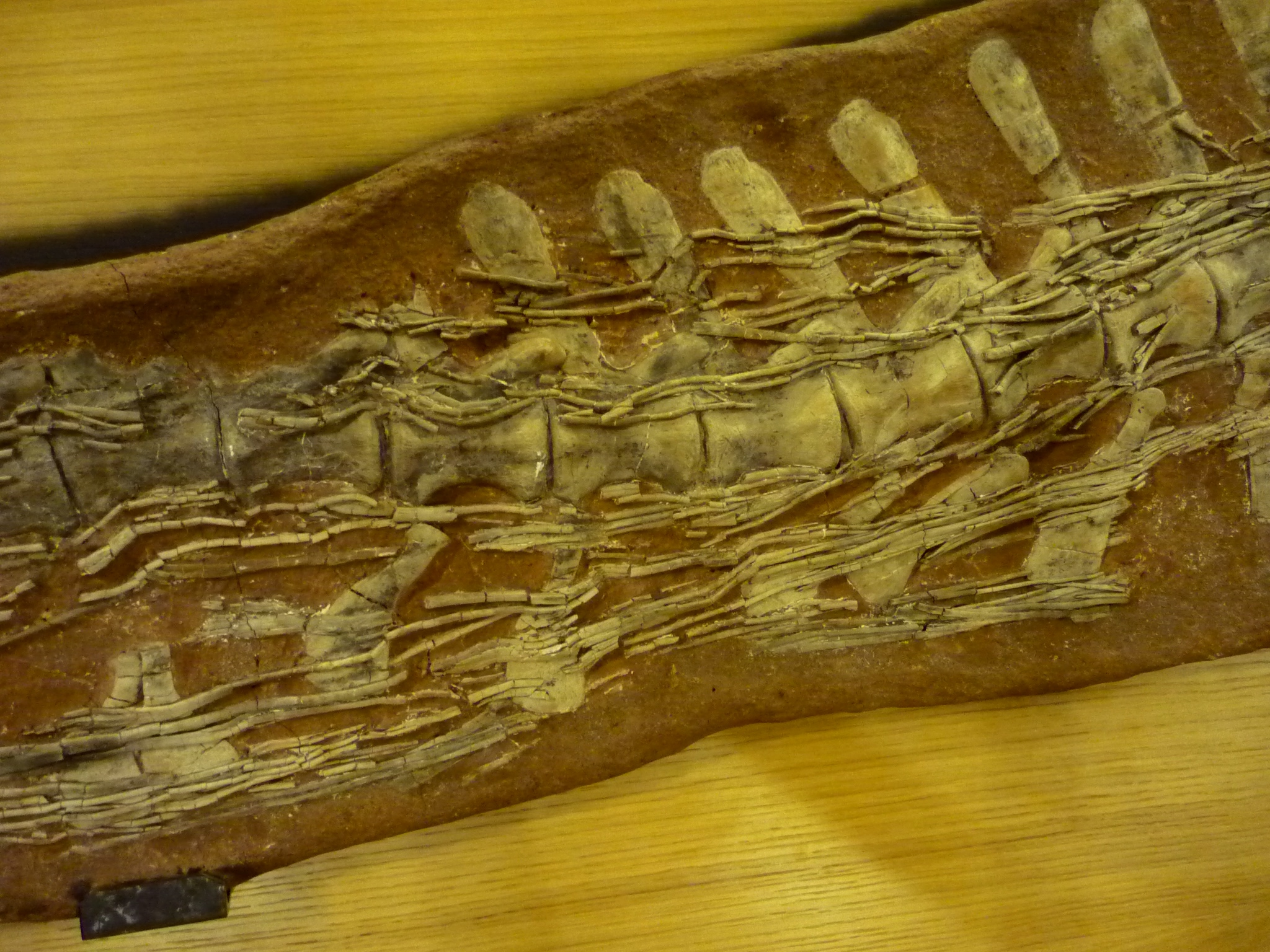
Opmerkelijk is dat de verbeende pezen zich tot ver over de staart uitstrekken en zowel op de doornuitsteeksels als op de chevrons liggen

Het schouderblad heeft een rechte voorrand en een veel krommere achterrand. Dat leidt tot een bovenste verbreding die meer naar achteren uitsteekt. Het ravenbeksbeen heeft een krachtige achterste punt en is doorboord door een foramen coracoideum dat de beennaad met het schouderblad niet raakt. Het is verder tamelijk laag. Bij verschillende exemplaren zijn grote verbeende halvemaanvormige borstbeenderen aangetroffen.

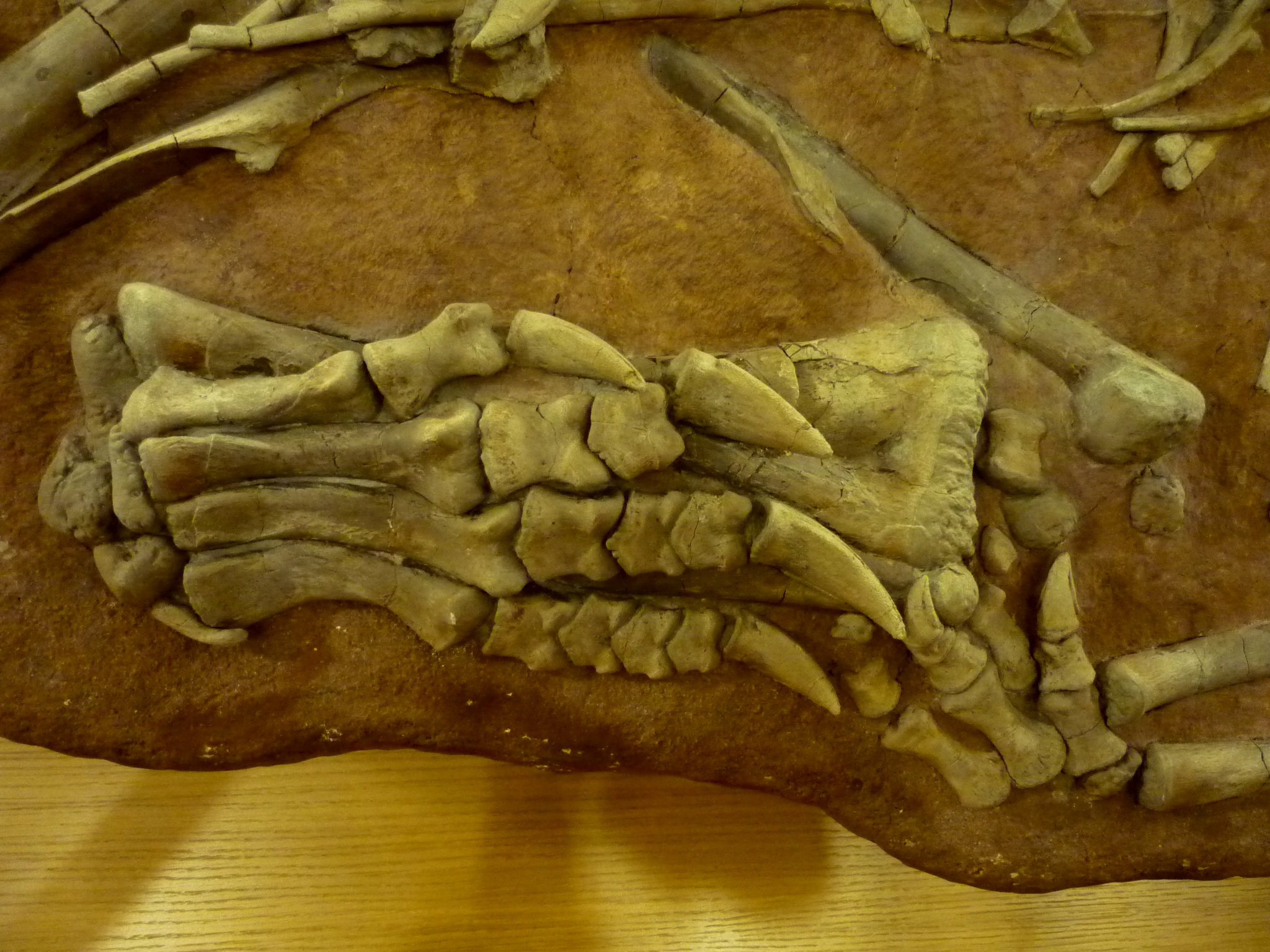
De rechtervoet, op het onderbeen ingeklapt zodat de onderzijde zichtbaar is, en recht ervoor de rechterhand

De voorpoot is lang en robuust met ongeveer achtenzestig procent van de lengte van de achterpoot. Tenontosaurus is wellicht de meest basale bekende euornithopode die vrijwel zeker op vier poten kon lopen; voor Rhabdodon wordt dit vermogen soms betwijfeld. Het robuuste opperarmbeen heeft een vrij laag geplaatste maar krachtige deltopectorale kam. De onderarm is tamelijk lang en vooral de ellepijp is robuust, opvallend breder dan het spaakbeen, hoewel de processus olecrani aan de achterste bovenzijde niet heel sterk ontwikkeld is. In de pols bevinden zich drie polsbeenderen. De hand is kort en breed met vijf vingers. De breedte is anderhalfmaal de lengte. De vierde en vijfde vinger zijn nogal kort. De duim heeft een verbreed eerste kootje en staat zijdelings af maar draagt geen grote klauw. De handklauwen zijn kort maar niet echt hoefvormig. De formule van de vingerkootjes is 2-3-3-2-2 of 2-3-3-1-1. De derde vingers heeft dus drie kootjes in plaats van vier, zoals de verre voorouders van Tenontosaurus er nog bezaten.
Het darmbeen heeft een lang laag voorblad dat naar beneden buigt. In bovenaanzicht waaieren de voorbladen geleidelijk iets naar bezijden uit. Het achterblad heeft een opvallende bolle uitstulping aan de bovenrand die verruwd is maar niet overdwars verdikt of afgeschuind. De achterbladen buigen in bovenaanzicht matig uiteen. De onderrand van het achterblad heeft een hol profiel in zijaanzicht. De groeve in de onderrand voor de aanhechting van de Musculus caudofemoralis brevis is overdwars vrij smal: de breedte is minder dan anderhalfmaal de dikte van de onderrand van de binnenwand op dit punt. Het hoofdlichaam van het schaambeen vormt een rechte korte dunne staaf die ongeveer anderhalfmaal zo lang is als de processus praepubicus en er een hoek van honderd graden mee maakt. De staven van beide zijden zijn onderaan niet met elkaar vergroeid, een afgeleid kenmerk. De overdwars afgeplatte processus praepubicus steekt veel verder uit dan het voorblad van het darmbeen en buigt licht naar boven, taps naar voren toelopend. Bij sommige exemplaren is het voorste uiteinde iets verbreed. Het foramen obturatum raakt de beennaad met het zitbeen niet. Het zitbeen is recht en zeer breed. Het heeft een halvemaanvormige processus obturatorius op een derde van de bovenkant. Het is overdwars afgeplat en heeft een opvallende richel op de bovenste buitenkant van de schacht. Het uiteinde is iets verbreed en vlak boven dat uiteinde bevindt zich een lage verhoging op de achterrand.
Het dijbeen is tamelijk recht met slechts een kleine bolling naar voren. Boven aan het dijbeen is de trochanter minor vingervormig en van de achterliggende trochanter major gescheiden door een nauwe kloof. De trochanter minor heeft ongeveer een derde van de dikte van de trochanter major en beslaat een vijfde van de schachtlengte. De vierde trochanter is achter midden op de schacht geplaatst en is afhangend. Bij de onderste gewrichtsknobbels is de voorste groeve ondiep en de achterste diep. Het scheenbeen is iets korter dan het dijbeen wat erop duidt dat Tenontosaurus geen snelle renner was. De middenvoet is tamelijk kort. Het vijfde middenvoetsbeen is een rudimentair krom element. Het eerste middenvoetsbeen benadert daarentegen de lengte van de andere middenvoetsbeenderen en draagt een krachtige teen met een grote klauw. De voetklauwen zijn in het algemeen nogal lang. De formule van de teenkootjes is 2-3-4-5-0.

## Fylogenie

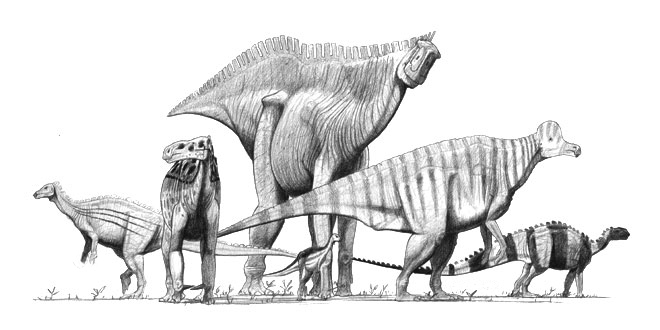
Tenontosaurus, geheel rechts, met enkele verwanten door John Conway

De positie van Tenontosaurus in de evolutionaire stamboom was zeer problematisch en omstreden. Een adequate cladistische analyse ontbrak. De lichte bouw van Tenontosaurus doet denken aan die van een hypsilophodont, maar bij nader onderzoek is gebleken dat hij hoogstwaarschijnlijk een basaal lid van de Iguanodontia is.
Een exacte studie uit 2011 leverde het volgende kladogram op:
|  | Changchunsaurus |
|  |                 |
|  | Jeholosaurus    |
|  |                 |

|  | Gasparinisaura |
|  |                |
|  | Parksosaurus   |
|  |                |

|  | Bugenasaura    |
|  |                |
|  | Thescelosaurus |
|  |                |

|  | Tenontosaurus tillettorum |
|  |                           |
|  | Tenontosaurus dossi       |
|  |                           |

|  | Dryosauridae   |
|  |                |
|  | Ankylopollexia |
|  |                |

|  | Tenontosaurus tillettorum |
|  |                           |
|  | Tenontosaurus dossi       |
|  |                           |

|  | Dryosauridae   |
|  |                |
|  | Ankylopollexia |
|  |                |

|  | Tenontosaurus tillettorum |
|  |                           |
|  | Tenontosaurus dossi       |
|  |                           |

|  | Dryosauridae   |
|  |                |
|  | Ankylopollexia |
|  |                |

|  | Tenontosaurus tillettorum |
|  |                           |
|  | Tenontosaurus dossi       |
|  |                           |

|  | Dryosauridae   |
|  |                |
|  | Ankylopollexia |
|  |                |

|  | Tenontosaurus tillettorum |
|  |                           |
|  | Tenontosaurus dossi       |
|  |                           |

|  | Dryosauridae   |
|  |                |
|  | Ankylopollexia |
|  |                |

|  | Tenontosaurus tillettorum |
|  |                           |
|  | Tenontosaurus dossi       |
|  |                           |

|  | Dryosauridae   |
|  |                |
|  | Ankylopollexia |
|  |                |

|  | Tenontosaurus tillettorum |
|  |                           |
|  | Tenontosaurus dossi       |
|  |                           |

|  | Dryosauridae   |
|  |                |
|  | Ankylopollexia |
|  |                |

|  | Tenontosaurus tillettorum |
|  |                           |
|  | Tenontosaurus dossi       |
|  |                           |

|  | Dryosauridae   |
|  |                |
|  | Ankylopollexia |
|  |                |

|  | Tenontosaurus tillettorum |
|  |                           |
|  | Tenontosaurus dossi       |
|  |                           |

|  | Dryosauridae   |
|  |                |
|  | Ankylopollexia |
|  |                |

|  | Tenontosaurus tillettorum |
|  |                           |
|  | Tenontosaurus dossi       |
|  |                           |

|  | Dryosauridae   |
|  |                |
|  | Ankylopollexia |
|  |                |

|  | Tenontosaurus tillettorum |
|  |                           |
|  | Tenontosaurus dossi       |
|  |                           |

|  | Dryosauridae   |
|  |                |
|  | Ankylopollexia |
|  |                |

|  | Tenontosaurus tillettorum |
|  |                           |
|  | Tenontosaurus dossi       |
|  |                           |

|  | Dryosauridae   |
|  |                |
|  | Ankylopollexia |
|  |                |

|  | Tenontosaurus tillettorum |
|  |                           |
|  | Tenontosaurus dossi       |
|  |                           |

|  | Dryosauridae   |
|  |                |
|  | Ankylopollexia |
|  |                |

|  | Tenontosaurus tillettorum |
|  |                           |
|  | Tenontosaurus dossi       |
|  |                           |

|  | Dryosauridae   |
|  |                |
|  | Ankylopollexia |
|  |                |

|  | Tenontosaurus tillettorum |
|  |                           |
|  | Tenontosaurus dossi       |
|  |                           |

|  | Dryosauridae   |
|  |                |
|  | Ankylopollexia |
|  |                |

|  | Tenontosaurus tillettorum |
|  |                           |
|  | Tenontosaurus dossi       |
|  |                           |

|  | Dryosauridae   |
|  |                |
|  | Ankylopollexia |
|  |                |

|  | Bugenasaura    |
|  |                |
|  | Thescelosaurus |
|  |                |

|  | Tenontosaurus tillettorum |
|  |                           |
|  | Tenontosaurus dossi       |
|  |                           |

|  | Dryosauridae   |
|  |                |
|  | Ankylopollexia |
|  |                |

|  | Tenontosaurus tillettorum |
|  |                           |
|  | Tenontosaurus dossi       |
|  |                           |

|  | Dryosauridae   |
|  |                |
|  | Ankylopollexia |
|  |                |

|  | Tenontosaurus tillettorum |
|  |                           |
|  | Tenontosaurus dossi       |
|  |                           |

|  | Dryosauridae   |
|  |                |
|  | Ankylopollexia |
|  |                |

|  | Tenontosaurus tillettorum |
|  |                           |
|  | Tenontosaurus dossi       |
|  |                           |

|  | Dryosauridae   |
|  |                |
|  | Ankylopollexia |
|  |                |

|  | Tenontosaurus tillettorum |
|  |                           |
|  | Tenontosaurus dossi       |
|  |                           |

|  | Dryosauridae   |
|  |                |
|  | Ankylopollexia |
|  |                |

|  | Tenontosaurus tillettorum |
|  |                           |
|  | Tenontosaurus dossi       |
|  |                           |

|  | Dryosauridae   |
|  |                |
|  | Ankylopollexia |
|  |                |

|  | Tenontosaurus tillettorum |
|  |                           |
|  | Tenontosaurus dossi       |
|  |                           |

|  | Dryosauridae   |
|  |                |
|  | Ankylopollexia |
|  |                |

|  | Tenontosaurus tillettorum |
|  |                           |
|  | Tenontosaurus dossi       |
|  |                           |

|  | Dryosauridae   |
|  |                |
|  | Ankylopollexia |
|  |                |

|  | Tenontosaurus tillettorum |
|  |                           |
|  | Tenontosaurus dossi       |
|  |                           |

|  | Dryosauridae   |
|  |                |
|  | Ankylopollexia |
|  |                |

|  | Tenontosaurus tillettorum |
|  |                           |
|  | Tenontosaurus dossi       |
|  |                           |

|  | Dryosauridae   |
|  |                |
|  | Ankylopollexia |
|  |                |

|  | Tenontosaurus tillettorum |
|  |                           |
|  | Tenontosaurus dossi       |
|  |                           |

|  | Dryosauridae   |
|  |                |
|  | Ankylopollexia |
|  |                |

|  | Tenontosaurus tillettorum |
|  |                           |
|  | Tenontosaurus dossi       |
|  |                           |

|  | Dryosauridae   |
|  |                |
|  | Ankylopollexia |
|  |                |

|  | Tenontosaurus tillettorum |
|  |                           |
|  | Tenontosaurus dossi       |
|  |                           |

|  | Dryosauridae   |
|  |                |
|  | Ankylopollexia |
|  |                |

|  | Tenontosaurus tillettorum |
|  |                           |
|  | Tenontosaurus dossi       |
|  |                           |

|  | Dryosauridae   |
|  |                |
|  | Ankylopollexia |
|  |                |

|  | Tenontosaurus tillettorum |
|  |                           |
|  | Tenontosaurus dossi       |
|  |                           |

|  | Dryosauridae   |
|  |                |
|  | Ankylopollexia |
|  |                |

|  | Tenontosaurus tillettorum |
|  |                           |
|  | Tenontosaurus dossi       |
|  |                           |

|  | Dryosauridae   |
|  |                |
|  | Ankylopollexia |
|  |                |

|  | Gasparinisaura |
|  |                |
|  | Parksosaurus   |
|  |                |

|  | Bugenasaura    |
|  |                |
|  | Thescelosaurus |
|  |                |

|  | Tenontosaurus tillettorum |
|  |                           |
|  | Tenontosaurus dossi       |
|  |                           |

|  | Dryosauridae   |
|  |                |
|  | Ankylopollexia |
|  |                |

|  | Tenontosaurus tillettorum |
|  |                           |
|  | Tenontosaurus dossi       |
|  |                           |

|  | Dryosauridae   |
|  |                |
|  | Ankylopollexia |
|  |                |

|  | Tenontosaurus tillettorum |
|  |                           |
|  | Tenontosaurus dossi       |
|  |                           |

|  | Dryosauridae   |
|  |                |
|  | Ankylopollexia |
|  |                |

|  | Tenontosaurus tillettorum |
|  |                           |
|  | Tenontosaurus dossi       |
|  |                           |

|  | Dryosauridae   |
|  |                |
|  | Ankylopollexia |
|  |                |

|  | Tenontosaurus tillettorum |
|  |                           |
|  | Tenontosaurus dossi       |
|  |                           |

|  | Dryosauridae   |
|  |                |
|  | Ankylopollexia |
|  |                |

|  | Tenontosaurus tillettorum |
|  |                           |
|  | Tenontosaurus dossi       |
|  |                           |

|  | Dryosauridae   |
|  |                |
|  | Ankylopollexia |
|  |                |

|  | Tenontosaurus tillettorum |
|  |                           |
|  | Tenontosaurus dossi       |
|  |                           |

|  | Dryosauridae   |
|  |                |
|  | Ankylopollexia |
|  |                |

|  | Tenontosaurus tillettorum |
|  |                           |
|  | Tenontosaurus dossi       |
|  |                           |

|  | Dryosauridae   |
|  |                |
|  | Ankylopollexia |
|  |                |

|  | Tenontosaurus tillettorum |
|  |                           |
|  | Tenontosaurus dossi       |
|  |                           |

|  | Dryosauridae   |
|  |                |
|  | Ankylopollexia |
|  |                |

|  | Tenontosaurus tillettorum |
|  |                           |
|  | Tenontosaurus dossi       |
|  |                           |

|  | Dryosauridae   |
|  |                |
|  | Ankylopollexia |
|  |                |

|  | Tenontosaurus tillettorum |
|  |                           |
|  | Tenontosaurus dossi       |
|  |                           |

|  | Dryosauridae   |
|  |                |
|  | Ankylopollexia |
|  |                |

|  | Tenontosaurus tillettorum |
|  |                           |
|  | Tenontosaurus dossi       |
|  |                           |

|  | Dryosauridae   |
|  |                |
|  | Ankylopollexia |
|  |                |

|  | Tenontosaurus tillettorum |
|  |                           |
|  | Tenontosaurus dossi       |
|  |                           |

|  | Dryosauridae   |
|  |                |
|  | Ankylopollexia |
|  |                |

|  | Tenontosaurus tillettorum |
|  |                           |
|  | Tenontosaurus dossi       |
|  |                           |

|  | Dryosauridae   |
|  |                |
|  | Ankylopollexia |
|  |                |

|  | Tenontosaurus tillettorum |
|  |                           |
|  | Tenontosaurus dossi       |
|  |                           |

|  | Dryosauridae   |
|  |                |
|  | Ankylopollexia |
|  |                |

|  | Tenontosaurus tillettorum |
|  |                           |
|  | Tenontosaurus dossi       |
|  |                           |

|  | Dryosauridae   |
|  |                |
|  | Ankylopollexia |
|  |                |

|  | Bugenasaura    |
|  |                |
|  | Thescelosaurus |
|  |                |

|  | Tenontosaurus tillettorum |
|  |                           |
|  | Tenontosaurus dossi       |
|  |                           |

|  | Dryosauridae   |
|  |                |
|  | Ankylopollexia |
|  |                |

|  | Tenontosaurus tillettorum |
|  |                           |
|  | Tenontosaurus dossi       |
|  |                           |

|  | Dryosauridae   |
|  |                |
|  | Ankylopollexia |
|  |                |

|  | Tenontosaurus tillettorum |
|  |                           |
|  | Tenontosaurus dossi       |
|  |                           |

|  | Dryosauridae   |
|  |                |
|  | Ankylopollexia |
|  |                |

|  | Tenontosaurus tillettorum |
|  |                           |
|  | Tenontosaurus dossi       |
|  |                           |

|  | Dryosauridae   |
|  |                |
|  | Ankylopollexia |
|  |                |

|  | Tenontosaurus tillettorum |
|  |                           |
|  | Tenontosaurus dossi       |
|  |                           |

|  | Dryosauridae   |
|  |                |
|  | Ankylopollexia |
|  |                |

|  | Tenontosaurus tillettorum |
|  |                           |
|  | Tenontosaurus dossi       |
|  |                           |

|  | Dryosauridae   |
|  |                |
|  | Ankylopollexia |
|  |                |

|  | Tenontosaurus tillettorum |
|  |                           |
|  | Tenontosaurus dossi       |
|  |                           |

|  | Dryosauridae   |
|  |                |
|  | Ankylopollexia |
|  |                |

|  | Tenontosaurus tillettorum |
|  |                           |
|  | Tenontosaurus dossi       |
|  |                           |

|  | Dryosauridae   |
|  |                |
|  | Ankylopollexia |
|  |                |

|  | Tenontosaurus tillettorum |
|  |                           |
|  | Tenontosaurus dossi       |
|  |                           |

|  | Dryosauridae   |
|  |                |
|  | Ankylopollexia |
|  |                |

|  | Tenontosaurus tillettorum |
|  |                           |
|  | Tenontosaurus dossi       |
|  |                           |

|  | Dryosauridae   |
|  |                |
|  | Ankylopollexia |
|  |                |

|  | Tenontosaurus tillettorum |
|  |                           |
|  | Tenontosaurus dossi       |
|  |                           |

|  | Dryosauridae   |
|  |                |
|  | Ankylopollexia |
|  |                |

|  | Tenontosaurus tillettorum |
|  |                           |
|  | Tenontosaurus dossi       |
|  |                           |

|  | Dryosauridae   |
|  |                |
|  | Ankylopollexia |
|  |                |

|  | Tenontosaurus tillettorum |
|  |                           |
|  | Tenontosaurus dossi       |
|  |                           |

|  | Dryosauridae   |
|  |                |
|  | Ankylopollexia |
|  |                |

|  | Tenontosaurus tillettorum |
|  |                           |
|  | Tenontosaurus dossi       |
|  |                           |

|  | Dryosauridae   |
|  |                |
|  | Ankylopollexia |
|  |                |

|  | Tenontosaurus tillettorum |
|  |                           |
|  | Tenontosaurus dossi       |
|  |                           |

|  | Dryosauridae   |
|  |                |
|  | Ankylopollexia |
|  |                |

|  | Tenontosaurus tillettorum |
|  |                           |
|  | Tenontosaurus dossi       |
|  |                           |

|  | Dryosauridae   |
|  |                |
|  | Ankylopollexia |
|  |                |

|  | Changchunsaurus |
|  |                 |
|  | Jeholosaurus    |
|  |                 |

|  | Gasparinisaura |
|  |                |
|  | Parksosaurus   |
|  |                |

|  | Bugenasaura    |
|  |                |
|  | Thescelosaurus |
|  |                |

|  | Tenontosaurus tillettorum |
|  |                           |
|  | Tenontosaurus dossi       |
|  |                           |

|  | Dryosauridae   |
|  |                |
|  | Ankylopollexia |
|  |                |

|  | Tenontosaurus tillettorum |
|  |                           |
|  | Tenontosaurus dossi       |
|  |                           |

|  | Dryosauridae   |
|  |                |
|  | Ankylopollexia |
|  |                |

|  | Tenontosaurus tillettorum |
|  |                           |
|  | Tenontosaurus dossi       |
|  |                           |

|  | Dryosauridae   |
|  |                |
|  | Ankylopollexia |
|  |                |

|  | Tenontosaurus tillettorum |
|  |                           |
|  | Tenontosaurus dossi       |
|  |                           |

|  | Dryosauridae   |
|  |                |
|  | Ankylopollexia |
|  |                |

|  | Tenontosaurus tillettorum |
|  |                           |
|  | Tenontosaurus dossi       |
|  |                           |

|  | Dryosauridae   |
|  |                |
|  | Ankylopollexia |
|  |                |

|  | Tenontosaurus tillettorum |
|  |                           |
|  | Tenontosaurus dossi       |
|  |                           |

|  | Dryosauridae   |
|  |                |
|  | Ankylopollexia |
|  |                |

|  | Tenontosaurus tillettorum |
|  |                           |
|  | Tenontosaurus dossi       |
|  |                           |

|  | Dryosauridae   |
|  |                |
|  | Ankylopollexia |
|  |                |

|  | Tenontosaurus tillettorum |
|  |                           |
|  | Tenontosaurus dossi       |
|  |                           |

|  | Dryosauridae   |
|  |                |
|  | Ankylopollexia |
|  |                |

|  | Tenontosaurus tillettorum |
|  |                           |
|  | Tenontosaurus dossi       |
|  |                           |

|  | Dryosauridae   |
|  |                |
|  | Ankylopollexia |
|  |                |

|  | Tenontosaurus tillettorum |
|  |                           |
|  | Tenontosaurus dossi       |
|  |                           |

|  | Dryosauridae   |
|  |                |
|  | Ankylopollexia |
|  |                |

|  | Tenontosaurus tillettorum |
|  |                           |
|  | Tenontosaurus dossi       |
|  |                           |

|  | Dryosauridae   |
|  |                |
|  | Ankylopollexia |
|  |                |

|  | Tenontosaurus tillettorum |
|  |                           |
|  | Tenontosaurus dossi       |
|  |                           |

|  | Dryosauridae   |
|  |                |
|  | Ankylopollexia |
|  |                |

|  | Tenontosaurus tillettorum |
|  |                           |
|  | Tenontosaurus dossi       |
|  |                           |

|  | Dryosauridae   |
|  |                |
|  | Ankylopollexia |
|  |                |

|  | Tenontosaurus tillettorum |
|  |                           |
|  | Tenontosaurus dossi       |
|  |                           |

|  | Dryosauridae   |
|  |                |
|  | Ankylopollexia |
|  |                |

|  | Tenontosaurus tillettorum |
|  |                           |
|  | Tenontosaurus dossi       |
|  |                           |

|  | Dryosauridae   |
|  |                |
|  | Ankylopollexia |
|  |                |

|  | Tenontosaurus tillettorum |
|  |                           |
|  | Tenontosaurus dossi       |
|  |                           |

|  | Dryosauridae   |
|  |                |
|  | Ankylopollexia |
|  |                |

|  | Bugenasaura    |
|  |                |
|  | Thescelosaurus |
|  |                |

|  | Tenontosaurus tillettorum |
|  |                           |
|  | Tenontosaurus dossi       |
|  |                           |

|  | Dryosauridae   |
|  |                |
|  | Ankylopollexia |
|  |                |

|  | Tenontosaurus tillettorum |
|  |                           |
|  | Tenontosaurus dossi       |
|  |                           |

|  | Dryosauridae   |
|  |                |
|  | Ankylopollexia |
|  |                |

|  | Tenontosaurus tillettorum |
|  |                           |
|  | Tenontosaurus dossi       |
|  |                           |

|  | Dryosauridae   |
|  |                |
|  | Ankylopollexia |
|  |                |

|  | Tenontosaurus tillettorum |
|  |                           |
|  | Tenontosaurus dossi       |
|  |                           |

|  | Dryosauridae   |
|  |                |
|  | Ankylopollexia |
|  |                |

|  | Tenontosaurus tillettorum |
|  |                           |
|  | Tenontosaurus dossi       |
|  |                           |

|  | Dryosauridae   |
|  |                |
|  | Ankylopollexia |
|  |                |

|  | Tenontosaurus tillettorum |
|  |                           |
|  | Tenontosaurus dossi       |
|  |                           |

|  | Dryosauridae   |
|  |                |
|  | Ankylopollexia |
|  |                |

|  | Tenontosaurus tillettorum |
|  |                           |
|  | Tenontosaurus dossi       |
|  |                           |

|  | Dryosauridae   |
|  |                |
|  | Ankylopollexia |
|  |                |

|  | Tenontosaurus tillettorum |
|  |                           |
|  | Tenontosaurus dossi       |
|  |                           |

|  | Dryosauridae   |
|  |                |
|  | Ankylopollexia |
|  |                |

|  | Tenontosaurus tillettorum |
|  |                           |
|  | Tenontosaurus dossi       |
|  |                           |

|  | Dryosauridae   |
|  |                |
|  | Ankylopollexia |
|  |                |

|  | Tenontosaurus tillettorum |
|  |                           |
|  | Tenontosaurus dossi       |
|  |                           |

|  | Dryosauridae   |
|  |                |
|  | Ankylopollexia |
|  |                |

|  | Tenontosaurus tillettorum |
|  |                           |
|  | Tenontosaurus dossi       |
|  |                           |

|  | Dryosauridae   |
|  |                |
|  | Ankylopollexia |
|  |                |

|  | Tenontosaurus tillettorum |
|  |                           |
|  | Tenontosaurus dossi       |
|  |                           |

|  | Dryosauridae   |
|  |                |
|  | Ankylopollexia |
|  |                |

|  | Tenontosaurus tillettorum |
|  |                           |
|  | Tenontosaurus dossi       |
|  |                           |

|  | Dryosauridae   |
|  |                |
|  | Ankylopollexia |
|  |                |

|  | Tenontosaurus tillettorum |
|  |                           |
|  | Tenontosaurus dossi       |
|  |                           |

|  | Dryosauridae   |
|  |                |
|  | Ankylopollexia |
|  |                |

|  | Tenontosaurus tillettorum |
|  |                           |
|  | Tenontosaurus dossi       |
|  |                           |

|  | Dryosauridae   |
|  |                |
|  | Ankylopollexia |
|  |                |

|  | Tenontosaurus tillettorum |
|  |                           |
|  | Tenontosaurus dossi       |
|  |                           |

|  | Dryosauridae   |
|  |                |
|  | Ankylopollexia |
|  |                |

|  | Gasparinisaura |
|  |                |
|  | Parksosaurus   |
|  |                |

|  | Bugenasaura    |
|  |                |
|  | Thescelosaurus |
|  |                |

|  | Tenontosaurus tillettorum |
|  |                           |
|  | Tenontosaurus dossi       |
|  |                           |

|  | Dryosauridae   |
|  |                |
|  | Ankylopollexia |
|  |                |

|  | Tenontosaurus tillettorum |
|  |                           |
|  | Tenontosaurus dossi       |
|  |                           |

|  | Dryosauridae   |
|  |                |
|  | Ankylopollexia |
|  |                |

|  | Tenontosaurus tillettorum |
|  |                           |
|  | Tenontosaurus dossi       |
|  |                           |

|  | Dryosauridae   |
|  |                |
|  | Ankylopollexia |
|  |                |

|  | Tenontosaurus tillettorum |
|  |                           |
|  | Tenontosaurus dossi       |
|  |                           |

|  | Dryosauridae   |
|  |                |
|  | Ankylopollexia |
|  |                |

|  | Tenontosaurus tillettorum |
|  |                           |
|  | Tenontosaurus dossi       |
|  |                           |

|  | Dryosauridae   |
|  |                |
|  | Ankylopollexia |
|  |                |

|  | Tenontosaurus tillettorum |
|  |                           |
|  | Tenontosaurus dossi       |
|  |                           |

|  | Dryosauridae   |
|  |                |
|  | Ankylopollexia |
|  |                |

|  | Tenontosaurus tillettorum |
|  |                           |
|  | Tenontosaurus dossi       |
|  |                           |

|  | Dryosauridae   |
|  |                |
|  | Ankylopollexia |
|  |                |

|  | Tenontosaurus tillettorum |
|  |                           |
|  | Tenontosaurus dossi       |
|  |                           |

|  | Dryosauridae   |
|  |                |
|  | Ankylopollexia |
|  |                |

|  | Tenontosaurus tillettorum |
|  |                           |
|  | Tenontosaurus dossi       |
|  |                           |

|  | Dryosauridae   |
|  |                |
|  | Ankylopollexia |
|  |                |

|  | Tenontosaurus tillettorum |
|  |                           |
|  | Tenontosaurus dossi       |
|  |                           |

|  | Dryosauridae   |
|  |                |
|  | Ankylopollexia |
|  |                |

|  | Tenontosaurus tillettorum |
|  |                           |
|  | Tenontosaurus dossi       |
|  |                           |

|  | Dryosauridae   |
|  |                |
|  | Ankylopollexia |
|  |                |

|  | Tenontosaurus tillettorum |
|  |                           |
|  | Tenontosaurus dossi       |
|  |                           |

|  | Dryosauridae   |
|  |                |
|  | Ankylopollexia |
|  |                |

|  | Tenontosaurus tillettorum |
|  |                           |
|  | Tenontosaurus dossi       |
|  |                           |

|  | Dryosauridae   |
|  |                |
|  | Ankylopollexia |
|  |                |

|  | Tenontosaurus tillettorum |
|  |                           |
|  | Tenontosaurus dossi       |
|  |                           |

|  | Dryosauridae   |
|  |                |
|  | Ankylopollexia |
|  |                |

|  | Tenontosaurus tillettorum |
|  |                           |
|  | Tenontosaurus dossi       |
|  |                           |

|  | Dryosauridae   |
|  |                |
|  | Ankylopollexia |
|  |                |

|  | Tenontosaurus tillettorum |
|  |                           |
|  | Tenontosaurus dossi       |
|  |                           |

|  | Dryosauridae   |
|  |                |
|  | Ankylopollexia |
|  |                |

|  | Bugenasaura    |
|  |                |
|  | Thescelosaurus |
|  |                |

|  | Tenontosaurus tillettorum |
|  |                           |
|  | Tenontosaurus dossi       |
|  |                           |

|  | Dryosauridae   |
|  |                |
|  | Ankylopollexia |
|  |                |

|  | Tenontosaurus tillettorum |
|  |                           |
|  | Tenontosaurus dossi       |
|  |                           |

|  | Dryosauridae   |
|  |                |
|  | Ankylopollexia |
|  |                |

|  | Tenontosaurus tillettorum |
|  |                           |
|  | Tenontosaurus dossi       |
|  |                           |

|  | Dryosauridae   |
|  |                |
|  | Ankylopollexia |
|  |                |

|  | Tenontosaurus tillettorum |
|  |                           |
|  | Tenontosaurus dossi       |
|  |                           |

|  | Dryosauridae   |
|  |                |
|  | Ankylopollexia |
|  |                |

|  | Tenontosaurus tillettorum |
|  |                           |
|  | Tenontosaurus dossi       |
|  |                           |

|  | Dryosauridae   |
|  |                |
|  | Ankylopollexia |
|  |                |

|  | Tenontosaurus tillettorum |
|  |                           |
|  | Tenontosaurus dossi       |
|  |                           |

|  | Dryosauridae   |
|  |                |
|  | Ankylopollexia |
|  |                |

|  | Tenontosaurus tillettorum |
|  |                           |
|  | Tenontosaurus dossi       |
|  |                           |

|  | Dryosauridae   |
|  |                |
|  | Ankylopollexia |
|  |                |

|  | Tenontosaurus tillettorum |
|  |                           |
|  | Tenontosaurus dossi       |
|  |                           |

|  | Dryosauridae   |
|  |                |
|  | Ankylopollexia |
|  |                |

|  | Tenontosaurus tillettorum |
|  |                           |
|  | Tenontosaurus dossi       |
|  |                           |

|  | Dryosauridae   |
|  |                |
|  | Ankylopollexia |
|  |                |

|  | Tenontosaurus tillettorum |
|  |                           |
|  | Tenontosaurus dossi       |
|  |                           |

|  | Dryosauridae   |
|  |                |
|  | Ankylopollexia |
|  |                |

|  | Tenontosaurus tillettorum |
|  |                           |
|  | Tenontosaurus dossi       |
|  |                           |

|  | Dryosauridae   |
|  |                |
|  | Ankylopollexia |
|  |                |

|  | Tenontosaurus tillettorum |
|  |                           |
|  | Tenontosaurus dossi       |
|  |                           |

|  | Dryosauridae   |
|  |                |
|  | Ankylopollexia |
|  |                |

|  | Tenontosaurus tillettorum |
|  |                           |
|  | Tenontosaurus dossi       |
|  |                           |

|  | Dryosauridae   |
|  |                |
|  | Ankylopollexia |
|  |                |

|  | Tenontosaurus tillettorum |
|  |                           |
|  | Tenontosaurus dossi       |
|  |                           |

|  | Dryosauridae   |
|  |                |
|  | Ankylopollexia |
|  |                |

|  | Tenontosaurus tillettorum |
|  |                           |
|  | Tenontosaurus dossi       |
|  |                           |

|  | Dryosauridae   |
|  |                |
|  | Ankylopollexia |
|  |                |

|  | Tenontosaurus tillettorum |
|  |                           |
|  | Tenontosaurus dossi       |
|  |                           |

|  | Dryosauridae   |
|  |                |
|  | Ankylopollexia |
|  |                |

## Levenswijze

### Leefgebied

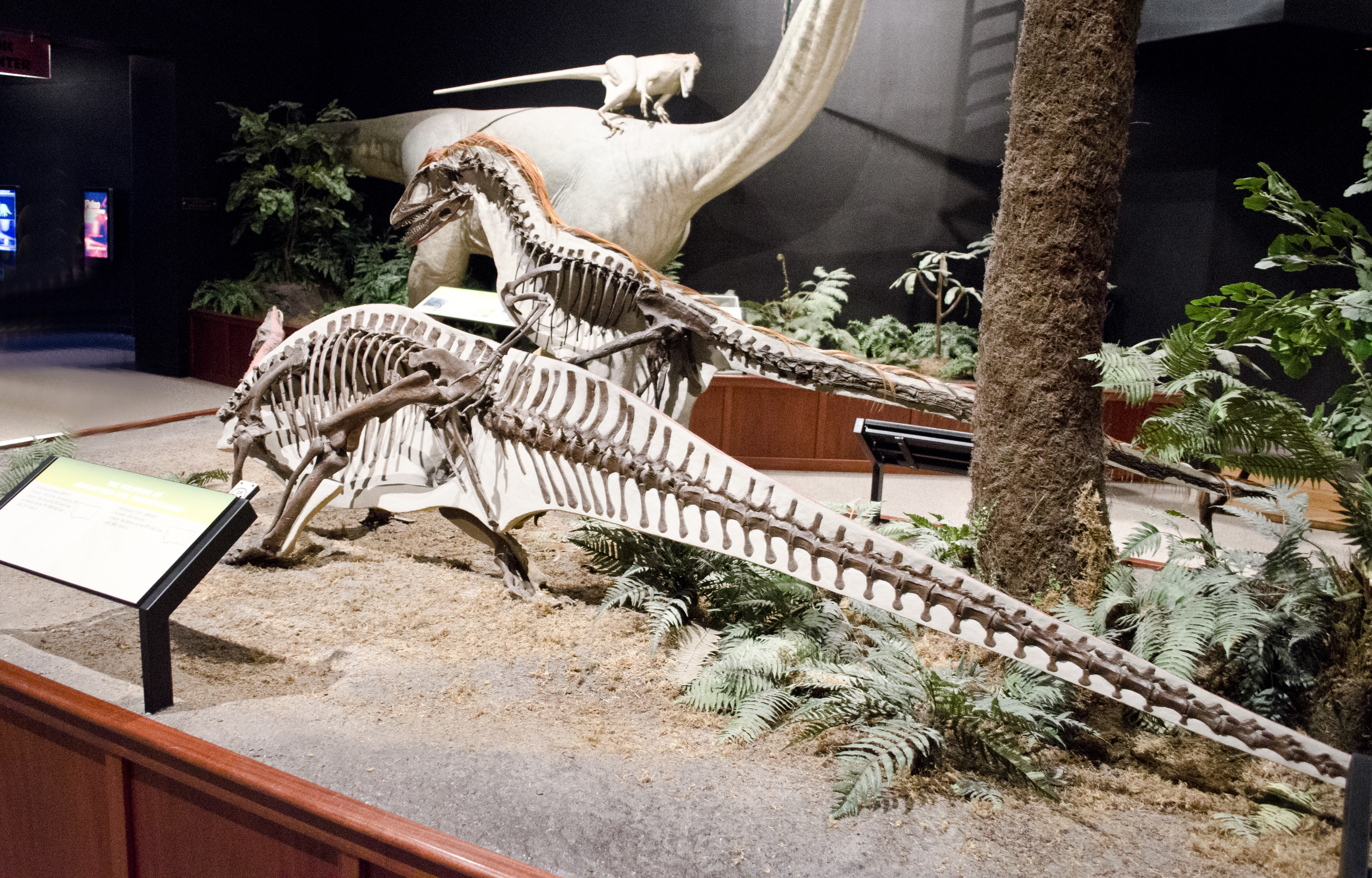
Een opstelling waarin Deinonychus een jonge tenontosaurus aanvalt

Ostrom beschreef de soort in 1970 op basis van een skelet waarbij rondom de staarten van een vijftal deinonychi zijn gevonden. Ostrom interpreteerde dit als het restant van een gevecht, waarbij dan de tenontosaurus meerdere aanvallers gedood zou hebben. Het kan natuurlijk ook een toevallige opeenhoping van bijeengespoelde skeletten zijn geweest, of de resten van een maaltijd van een grote theropode die de onbuigzame staarten van de deinonychi liet liggen. Desalniettemin behoort de scène waarbij een tenontosaurus door een 'roedel' deinonychi wordt aangevallen tot de meest afgebeelde onder alle paleontologische populair-wetenschappelijke illustraties.

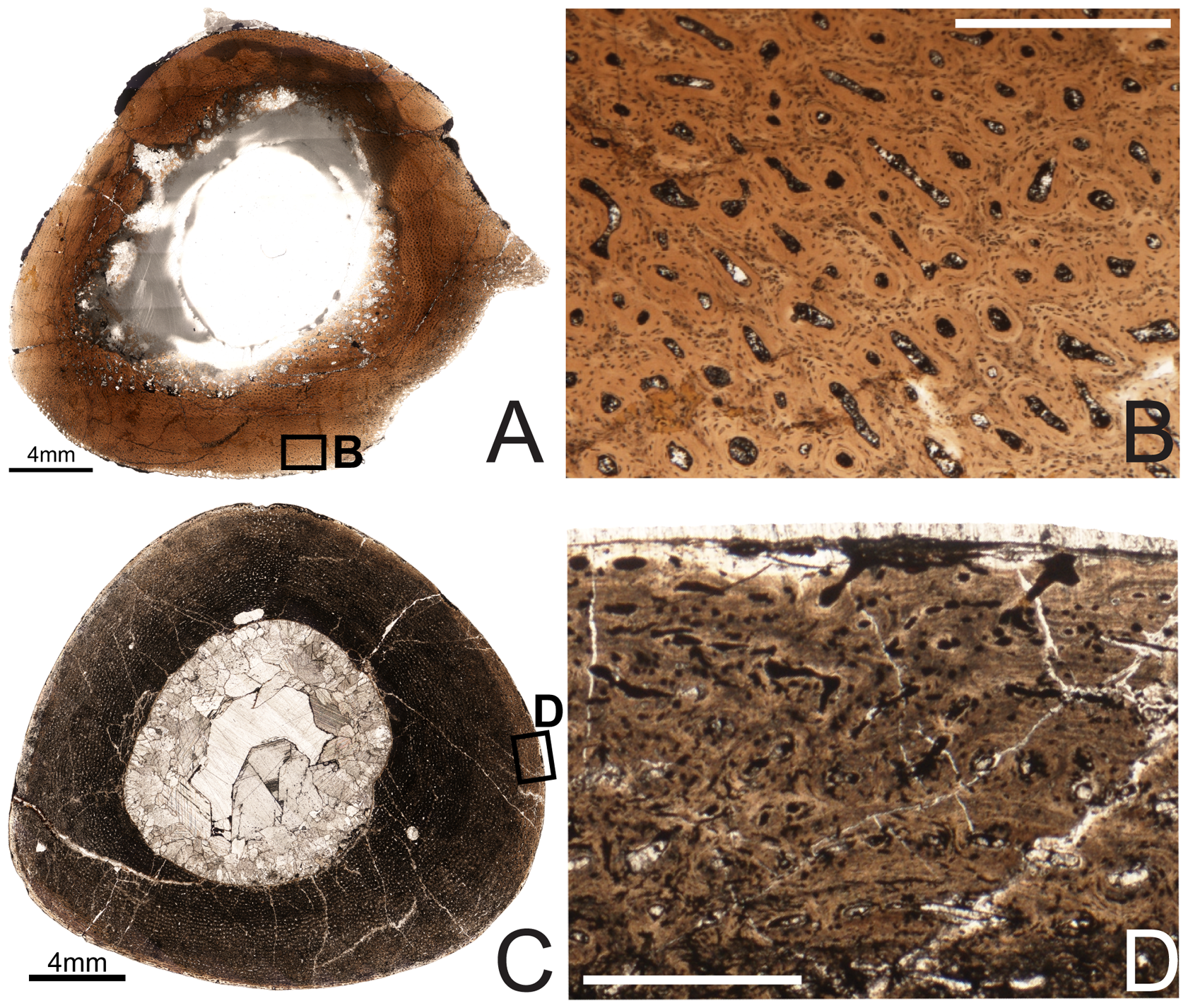
Doorsneden van het bot van jonge dieren

Vermoedelijk was een volwassen tenontosaurus toch een maatje te groot voor een individuele deinonychus om aan te vallen. Natuurlijk stierven de meeste jongen voordat ze de volwassen leeftijd bereikten en zulke kleine exemplaren kunnen zeer wel een prooi voor Deinonychus gevormd hebben.
Tenontosaurus leefde samen met theropoden als Deinonychus en Microvenator, sauropoden als Pleurocoelus en thyreophoren als Sauropelta.

### Groei
Het grote aantal gevonden exemplaren maakt een goede statistische analyse mogelijk van hun groeitraject. Sarah Werning publiceerde in 2012 een studie waarin de grootte met de ouderdom in verband gebracht werd. Via onderzoek naar de botstructuur kon via groeilijnen de relatieve leeftijd van de specimina bepaald worden. Het bleek dat Tenontosaurus zijn zijn jeugd erg snel groeide, net als bij andere euornithopoden. De snelle groei werd gehandhaafd in de jonge volwassenheid. Een eigenaardigheid was dat de groeisnelheid daarna maar heel geleidelijk afvlakte. Alleen bij de allergrootste bleek een maximumgrootte bereikt. Tenontosaurus bleef dus tot op hoge leeftijd doorgroeien. Bij latere Iguanodontia hield de groei meestal eerder op, ondanks dat ze vaak een stuk groter werden. Werning gaf geen schattingen van de absolute leeftijd die vooral bij de oudste exemplaren lastig vast te stellen viel omdat ouder bot veranderd werd door nieuwe groei.